# (3988) Huma
(3988) Huma ist ein Asteroid vom Amor-Typ, der am 4. Juni 1986 von Eleanor F. Helin am Mount Palomar entdeckt worden ist.
Laut provisorischem Namen ist es der erste im Juni 1986 entdeckte Asteroid. Am 9. September 2014 wurde der Asteroid von der SGAC Name An Asteroid Campaign nach den Homa benannt, Vögeln des Segens und der Freude in der iranischen Mythologie.